# 4419 Allancook
4419 Allancook (1932 HD) là một tiểu hành tinh vành đai chính được phát hiện ngày 24 tháng 4 năm 1932 bởi Karl Reinmuth ở Heidelberg.